# Igreja Cristã Congregacional de Samoa
Igreja Cristã Congregacional de Samoa (em inglês: Congregational Christian Church of Samoa) é uma denominação religiosa de Samoa. Foi fundada em 1830, com a chegada nas ilhas do missionário britânico John Williams acompanhado dum grupo proveniente das ilhas Cook e outros falantes da língua taitiana. John respondia à Sociedade Missionária de Londres e deixou seus companheiros com a missão de conversão. Em cerca de cinco anos, 5 000 foram convertidos.

## História

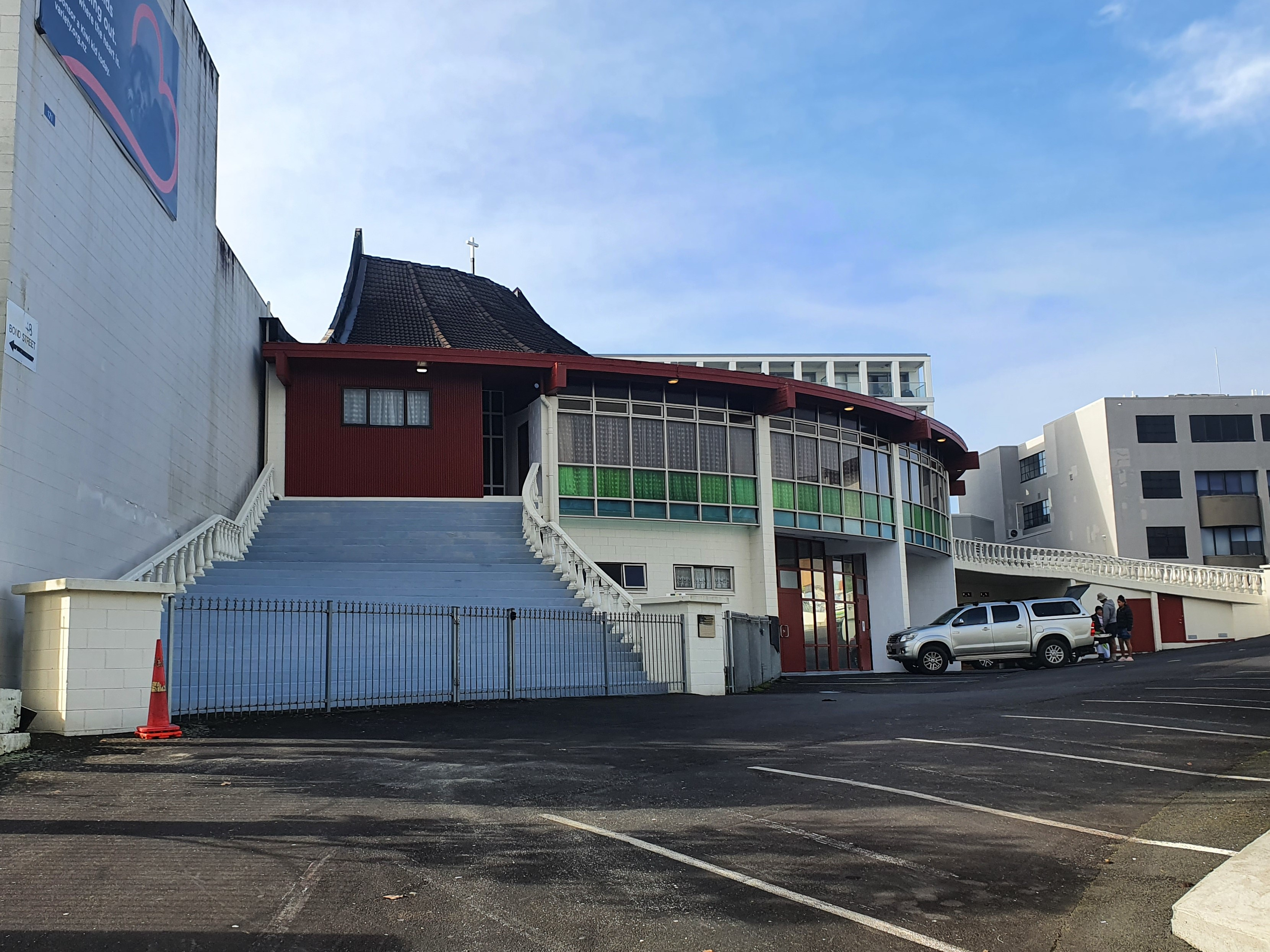
Uma igreja filiada à Igreja Cristã Congregacional de Samoa em Kingsland, Auckland, Nova Zelândia.

A história da Igreja Cristã Congregacional de Samoa teve início em 1830, com a chegada de John Williams da Sociedade Missionária de Londres (SML), que estacionou missionários ilhéus do Taiti e das Ilhas Cook em Samoa Oriental e Samoa Ocidental. Instituições substanciais e igrejas de aldeia foram estabelecidas. Em Malua, na ilha de Upolu, missionários ilhéus foram treinados e enviados para trabalhar em outras ilhas do Pacífico, como Tuvalu, Niue, Kiribati e Vanuatu.
A igreja cresceu sob sucessivos períodos de influência colonial: britânico até cerca de 1900, alemão até a Primeira Guerra Mundial, administração da Nova Zelândia sob a Liga das Nações e mandatos da ONU até a independência em 1962. A ICCS desenvolveu sua própria constituição em etapas a partir de 1928. A igreja foi chamada de igreja SML até 1962, quando assumiu o nome atual. A ICCS permaneceu intacta até 1980, quando os delegados à Assembleia Geral das duas grandes ilhas orientais se separaram para formar a Igreja de Tutuila e Manua, agora chamada Igreja Cristã Congregacional da Samoa Americana (ICCSA).

## Relações intereclesiásticas
A denominação é membro da Comunhão Mundial das Igrejas Reformadas e Fraternidade Congregacional Internacional.